# 918 (szám)
A 918 (római számmal: CMXVIII) egy természetes szám.

## A szám a matematikában
A tízes számrendszerbeli 918-as a kettes számrendszerben 1110010110, a nyolcas számrendszerben 1626, a tizenhatos számrendszerben 396 alakban írható fel.
A 918 páros szám, összetett szám, Harshad-szám. Kanonikus alakban a 21 · 33 · 171 szorzattal, normálalakban a 9,18 · 102 szorzattal írható fel. Tizenhat osztója van a természetes számok halmazán, ezek növekvő sorrendben: 1, 2, 3, 6, 9, 17, 18, 27, 34, 51, 54, 102, 153, 306, 459 és 918.